# سباستيان أريتا
سباستيان أريتا (بالإسبانية: Sebastián Alejandro Arrieta) هو لاعب كرة قدم أرجنتيني، ولد في 31 أكتوبر 1985 في أناتويا ‏ في الأرجنتين. لعب مع أتليتيكو رافائيلا وانيستتوتو ونادي راسينغ ونيولز أولد بويز ويونيون دي سانتا في.

## وصلات خارجية
- سباستيان أريتا على موقع Soccerway.com (الإنجليزية)